# Jon Tenney

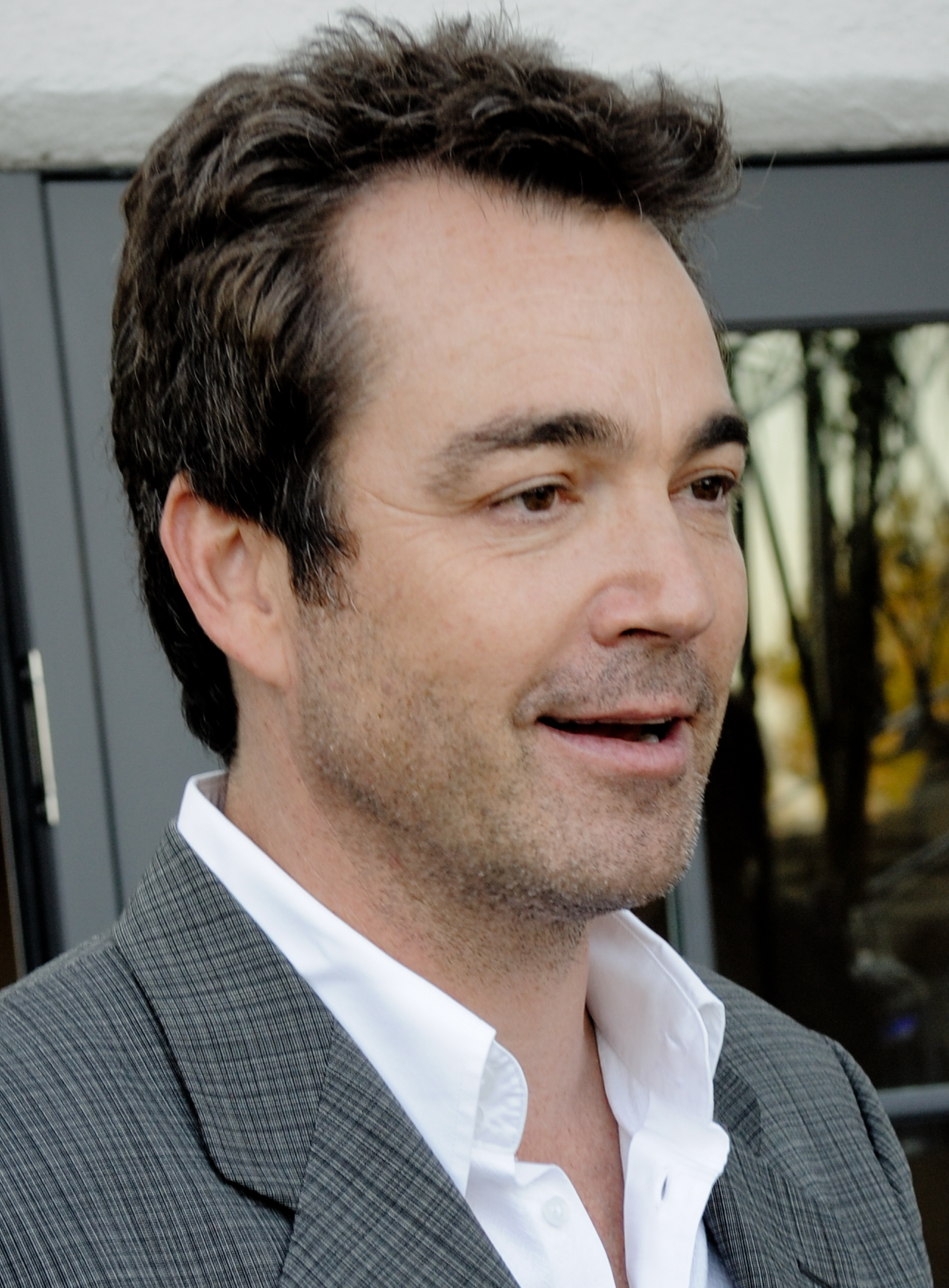
Jon Tenney (2011)

Jonathan F. W. Tenney (* 16. Dezember 1961 in Princeton, New Jersey) ist ein US-amerikanischer Theater- und Filmschauspieler.

## Leben
Tenney wurde in Princeton, New Jersey geboren, wo er auch seine Kindheit verbrachte. Bereits auf der High School und während seines Studiums am Vassar College in Poughkeepsie, wo er als Hauptfach Drama und Philosophie studierte, wirkte er an Theateraufführungen mit. Für Bekanntheit bei einem breiteren Publikum sorgten diverse Filmprojekte und vor allem die Heirat mit Filmschauspielerin Teri Hatcher am 27. Mai 1994. Tenney und Hatcher haben eine gemeinsame Tochter (* 1997), ihre Ehe wurde im März 2003 geschieden.
Von 2005 bis 2012 war Jon Tenney als Kyra Sedgwicks Serienehemann Fritz Howard in der TNT-Serie The Closer zu sehen. Nach Sedgwicks Ausstieg und dem gleichzeitigen Ende der Serie verkörpert er diese Rolle in dessen Spin-off Major Crimes als ein wiederkehrender Charakter. 2013 hatte er neben Rebecca Romijn in der auf TNT ausgestrahlten Serie King & Maxwell eine Hauptrolle inne. Von 2014 bis 2016 war er in einer wiederkehrenden Rolle in der Serie Scandal zu sehen.

## Filmografie (Auswahl)
- 1987: Stahlharte Rache – The Avenger (Nasty Hero) (Fernsehfilm)
- 1988: Im Dschungel der Großstadt (Alone in the Neon Jungle) (Fernsehfilm)
- 1990: Das Grauen hat viele Gesichter (Night Visions) (Fernsehfilm)
- 1991: Schuldig bei Verdacht (Guilty by Suspicion)
- 1993: Tombstone
- 1994: Beverly Hills Cop III
- 1994: Lassie
- 1995: Der Ring aus Stein
- 1995: Free Willy 2 – Freiheit in Gefahr (Free Willy 2: The Adventure Home)
- 1997: Fools Rush In – Herz über Kopf (Fools Rush In)
- 1998: Homegrown
- 1998: Liebe auf den ersten Schrei (Music from Another Room)
- 1999: Sechs unter einem Dach (Get Real) (TV-Serie)
- 1999: Entropy
- 2000: You Can Count on Me
- 2002: Die Hochzeitsfalle (Buying the Cow)
- 2005–2012: The Closer (Fernsehserie)
- 2009: Stepfather
- 2010: Legion
- 2010: Rabbit Hole
- 2011: Green Lantern
- 2012: The Newsroom (Wade Campbell) (Fernsehserie)
- 2012–2018: Major Crimes (Fernsehserie)
- 2013: King & Maxwell (Fernsehserie)
- 2014–2016: Scandal (Fernsehserie)
- 2014: The Best of Me – Mein Weg zu dir (The Best of Me)
- 2015–2017: Hand of God (Fernsehserie)
- 2017: Story of a Girl
- 2018: The Seagull – Eine unerhörte Liebe (The Seagull)
- 2019: True Detective (Fernsehserie)
- 2019: I See You
- 2020: Der Duft von wildem Thymian (Wild Mountain Thyme)
- 2022: And Just Like That … (Fernsehserie)